# ستوندن (بيدفوردشير)
ستوندن (بالإنجليزية: Stondon)‏ هي قرية و أبرشية مدنية تقع في المملكة المتحدة في بيدفوردشير.  يقدر عدد سكانها بـ 1,821 نسمة .